# Christian Gómez (calciatore 1975)
Christian Gómez (29 ottobre 1975) è un ex calciatore ecuadoriano, di ruolo centrocampista. Ha giocato per la nazionale di calcio ecuadoriana in due occasioni, nel 2005.

## Carriera

### Club
Se si eccettua una breve parentesi in Bolivia (nel 2002) ha trascorso tutta la sua carriera in patria, principalmente nell'Olmedo, formazione con la quale ha disputato 6 stagioni in quattro differenti intervalli temporali (l'ultimo dei quali nel 2011).
Ha vinto due campionati ecuadoriani consecutivi: nel 2000 con l'Olmedo e nel 2001 con l'Emelec.

### Nazionale
Ha giocato due partite con la nazionale ecuadoriana, entrambe nel corso del 2005, senza mettere a segno reti.

## Palmarès

### Club
- Campionati ecuadoriani: 2

Olmedo: 2000
Emelec: 2001